# Desa Sendang (administrativ by i Indonesien, Jawa Timur, lat -7,12, long 113,63)
Desa Sendang är en administrativ by i Indonesien.   Den ligger i provinsen Jawa Timur, i den västra delen av landet, 800 km öster om huvudstaden Jakarta. Desa Sendang ligger på ön Madura.